# 成田昌隆
成田 昌隆（なりた まさたか、1963年 - ）は日本の3DCGモデラー。愛知県名古屋市出身。
名古屋大学工学部電気学科卒。NECへ入社後、衛星通信の電子回路やファームウェアの開発を行った。その後、日興證券に転職し、1993年にアメリカのシリコンバレーに赴任する。2008年にハリウッドのVFX業界への転身を決意し、ハリウッドの専門学校でCGを学んだ後、2009年4月に46歳でVFXの業界にデビューする。その翌年の2010年には、リメイク版『エルム街の悪夢』で主人公フレディのリード・モデラーを担当するというビッグチャンスを掴んだ。デジタル・ドメインやMethod Studios等を経て、2012年にインダストリアル・ライト&マジックへ移籍する。2015年12月18日に公開された映画『スター・ウォーズ/フォースの覚醒』からスター・ウォーズシリーズの3DCGモデラーとして制作に携わり、ミレニアム・ファルコンやスター・デストロイヤー等のデジタル・モデルを全て手掛けている。

## 作品

### 映画
- パーシー・ジャクソンとオリンポスの神々（2010年）
- エルム街の悪夢（2010年）[3][4][8]
- 魔法使いの弟子（2010年）
- ザ・ライト -エクソシストの真実-（2011年）
- パイレーツ・オブ・カリビアン/生命の泉（2011年）[8]
- キャプテン・アメリカ/ザ・ファースト・アベンジャー（2011年）[8]
- タイタンの逆襲（2012年）
- アイアンマン3（2013年）[4][5][6]
- 300 〈スリーハンドレッド〉 〜帝国の進撃〜（2014年）
- トランスフォーマー/ロストエイジ（2014年）
- イントゥ・ザ・ストーム（2014年）
- アベンジャーズ/エイジ・オブ・ウルトロン（2015年）
- ターミネーター:新起動/ジェニシス（2015年）
- アントマン（2015年）
- スター・ウォーズ/フォースの覚醒（2015年）[4][5]
- ウォークラフト（2016年）
- バーニング・オーシャン（2016年）
- ローグ・ワン/スター・ウォーズ・ストーリー（2016年）[4]
- トランスフォーマー/最後の騎士王（2017年）
- スター・ウォーズ/最後のジェダイ（2017年）[4]
- ハン・ソロ/スター・ウォーズ・ストーリー（2018年）[4]
- スター・ウォーズ/スカイウォーカーの夜明け（2019年）[4][5][9][10]

## 著書
- 『ミレニアム・ファルコンを作った男 45歳サラリーマン、「スター・ウォーズ」への道 』（光文社, 2021年7月）ISBN 4-334952-56-9

## メディア出演
- 逆転人生（NHK総合、2020年1月27日）[9][10]